# Puebla de la Sierra
Puebla de la Sierra – miejscowość w Hiszpanii we wspólnocie autonomicznej Madryt, 110 km od Madrytu u podnóża gór Sierra del Lobosillo w dolinie Valle de la Puebla. Do połowy XX wieku miejscowość nosiła nazwę Puebla de la Mujer Muerta.